# If There's a Rocket Tie Me to It
If There's a Rocket Tie Me to It è un singolo del gruppo musicale scozzese Snow Patrol, pubblicato nel 2009 ed estratto dall'album A Hundred Million Suns.

## Tracce
- 7" (Vinile)

1. If There's a Rocket Tie Me to It – 4:15
2. In a Dream I Saw Satellites (Garageband Demo) – 2:53

## Formazione
- Gary Lightbody – voce, chitarra, cori
- Nathan Connolly – chitarra, cori
- Paul Wilson – basso, cori
- Jonny Quinn – batteria
- Tom Simpson – tastiera